# 小本村斎太
小本村 斎太（おもとむら さいた、生没年不詳）は、江戸時代後期の一揆指導者。小本村を「こもとむら」とも読む資料もある。

## 経歴・人物
天保頃の陸奥閉伊郡の小本村役付。領主の苛政を盛岡藩主に強訴し、聞き入れられるが、越訴の罪で捕えられ流刑となった。